# Дубов, Игорь Васильевич
Игорь Васильевич Дубов (10 июля 1947, Ленинград — 1 января 2002, Ярославль) — российский, историк, археолог, директор Российского этнографического музея. Им были сделаны раскопки одного из крупнейших поселений на Воложском торговом пути, Тимерёво. Кавалер Ордена Дружбы (1997)

## Биография
И. В. Дубов родился 10 июля 1947 в Ленинграде, но детство провёл в Ярославле. Учился в Ленинградском университете, там же окончил аспирантуру (1974), защитил кандидатскую диссертацию на тему «Становление раннефеодального общества на территории Ярославского Поволжья» (научный руководитель — Михаил Илларионович Артамонов (1898—1972). В 1972 году он отправился вести исследования Кургана под Ярославлем. Экспедиция Дубова обнаружила в Тимерёво самый большой клад арабских монет дирхамов IX века.
Дубов был первым, кто изучил древние руны и граффити на дирхамах, позже опубликовал монографию на эту тему. В 1983 году защитил докторскую диссертацию «Северо-Восточная Русь в эпоху раннего средневековья», где исследовал феномен «движущихся городов» в Гардарики. В 1987 году был назначен директором Российского этнографического музея.

## Основные работы
Книги
- Булкин В. А., Дубов И. В., Лебедев Г. С. Археологические памятники Древней Руси IX—XI веков / Под ред. В. В. Мавродина. — Л.: Изд-во ЛГУ, 1978. — 152 с.
- Дубов И. В. Северо-Восточная Русь в эпоху раннего средневековья: (Историко-археологические очерки). — Л.: Изд-во ЛГУ, 1982. — 248 с. — 5106 экз.
- Дубов И. В. Города, величеством сияющие: (Ростов Великий, Ярославль, Переяславль-Залесский, Углич). — Л.: Изд-во ЛГУ, 1985. — 184 с. — 20 000 экз.
- От Калки до Угры (совместно с А. Я. Дегтяревым). Л., 1986. 159 с.;
- Великий Волжский путь. Л., 1989. 257 с.;
- Новые источники по истории древней Руси. Л., 1990. 176 с.;
- Начало Отечества: исторические очерки (совместно с А. Я. Дегтяревым). М., 1990. 384 с.;
- Граффити на восточных монетах: Древняя Русь и сопредельные страны (совместно с И. Г. Добровольским, Ю. К. Кузьменко). СПб., 1991. 191 с.;
- «И покланяшеся идоло камену…». СПб., 1995. 103 с.;
- Залесский край. Эпоха раннего средневековья. Избранные труды. СПб., 1999. 394 с.;
- Музееведение. Исторические и краеведческие музеи: Краткий курс лекций. СПб., 2004. 410 с.

Статьи
- У истоков Российского этнографического музея (к 150-летию со дня рождения Д. А. Клеменца) // Этнографическое обозрение. 1998. № 6. С. 112—121;